# 하와르 군도

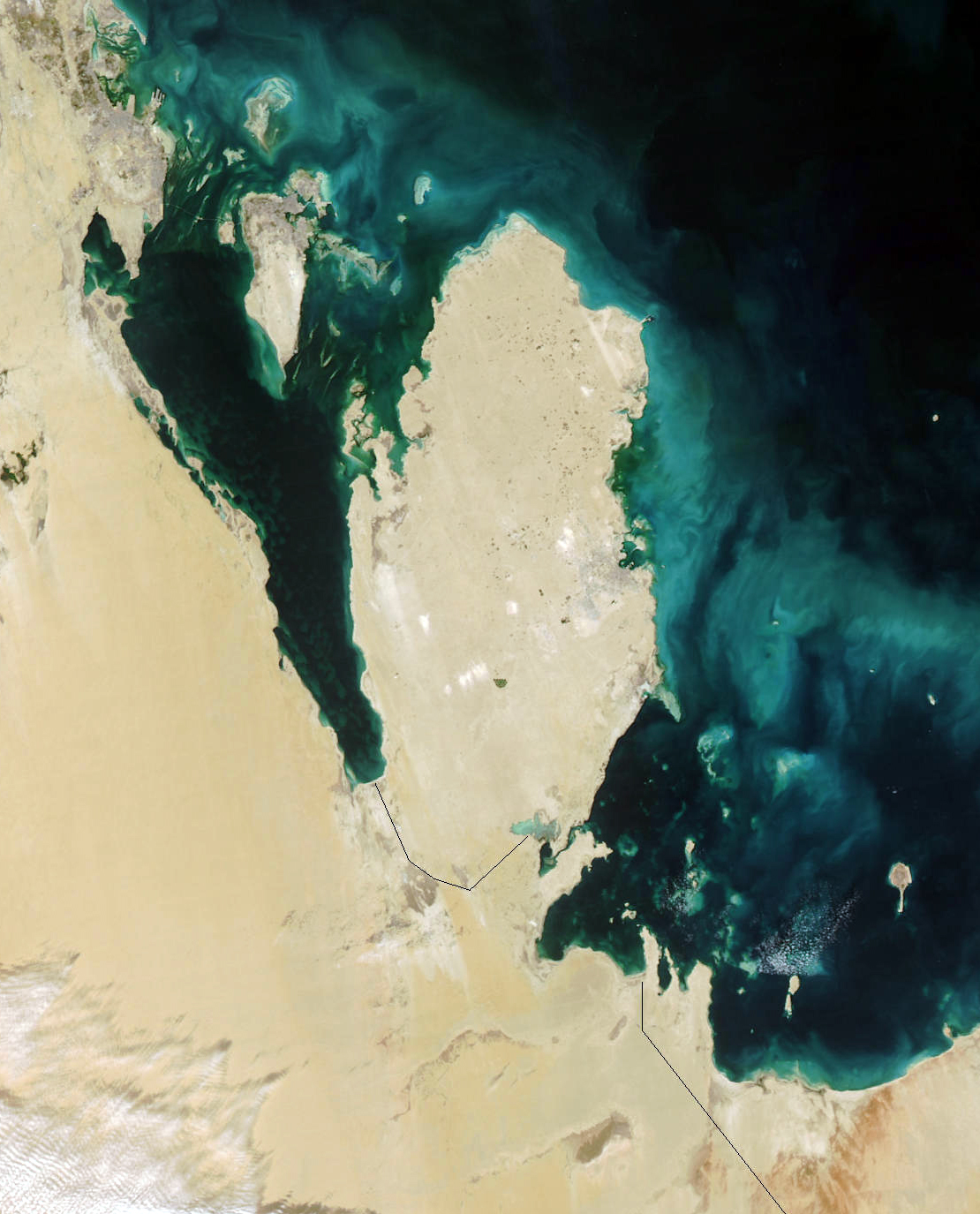

하와르 군도(Hawar Islands)는 바레인의 섬이다. 카타르가 영유권을 주장하고 있다.